# 비아틴 미에
비아틴 미에(Veertien Mie)는 일본의 축구 클럽으로 구와나시와 욧카이치시 미에현 사이에 연고를 두고 있다. 현재 일본 축구의 4부 리그인 일본 풋볼 리그에 소속되어 있다.

## 선수 명단

### 현역
참고: FIFA 자격 규정에 따라 소속된 국가대표팀 국기를 표시합니다. 선수는 복수의 FIFA 비회원국 국적을 가지고 있을 수 있습니다.
| 번호 | 포지션 | 국적                   | 이름   |
| ---- | ------ | ---------------------- | ------ |
| 20   | MF     | 조선민주주의인민공화국 | 김성선 |

| 번호 | 포지션 | 국적                   | 이름   |
| ---- | ------ | ---------------------- | ------ |
| 41   | FW     | 조선민주주의인민공화국 | 량현주 |

## 역대 감독
| 감독            | 임기   |
| --------------- | ------ |
| 히구치 야스히로 | 2022 ~ |